# Helena Rasiowa
Helena Rasiowa (* 20. Juni 1917 in Wien; † 9. August 1994 in Warschau) war eine polnische Mathematikerin.

## Leben
Helena Rasiowa wurde in Wien geboren. Ihre Eltern waren beide polnisch und siedelten 1918 ins unabhängig gewordene Polen über. Seit 1938 studierte sie an der Universität Warschau, zu Kriegszeiten im Untergrund, da die Universität von den Nazis geschlossen worden war.
Nach dem Krieg arbeitete sie zunächst als Lehrerin, wurde aber dann von Andrzej Mostowski, bei dem sie 1950 mit der Dissertation Algebraic Treatment of the Functional Calculus of Lewis and Heyting promoviert wurde, zur Rückkehr an die Universität bewogen.
1957 wurde sie zur außerordentlichen Professorin der Universität Warschau ernannt, 1967 zur ordentlichen Professorin.
Rasiowa befasste sich mit algebraischer Logik und Grundlagen der Mathematik. Sie war Mitglied der Polnischen Mathematischen Gesellschaft. Das Lemma von Rasiowa-Sikorski ist mit ihrem Namen verbunden.